# Relapse: Refill
Relapse: Refill je dvoudisková edice šestého studiového alba Relapse amerického rapera Eminema.

## Seznam skladeb
Relapse
- Dr. West (Skit)
- 3 A.M.
- My Mom
- Insane
- Bagpipes From Baghdad
- Hello
- Tonya (Skit)
- Same Song & Dance
- We Made You
- Medicine Ball
- Paul (Skit)
- Stay Wide Awake
- Old Time's Sake (feat. Dr. Dre)
- Must Be The Ganja
- Mr. Mathers (Skit)
- Déjà Vu
- Beautiful
- Crack A Bottle (feat. Dr. Dre & 50 Cent)
- Steve Berman (Skit)
- Underground / Ken Kaniff (Skit)

Deluxe Edition
- My Darling
- Careful What You Wish For

Refill
- Forever (Drake feat. Kanye West, Lil Wayne & Eminem)
- Hell Breaks Loose
- Buffalo Bill
- Elevator
- Taking My Ball
- Music Box
- Drop The Bomb On 'Em